# Puente romano de Orense
El  Puente Romano de Orense, también llamado Puente Mayor, es un puente sobre el río Miño en la ciudad de Orense (Galicia, España). Fue construido en el siglo I d. C. dentro de un ramal de la vía XVIII o Vía Nova. Reconstruido varias veces, la obra actual es del siglo XVII, realizada sobre 1660, y en su interior se ha comprobado la existencia de paramentos del puente original romano. El puente destaca por tener un arco central con una luz superior a 35 metros, una de las mayores realizadas en piedra.
La situación estratégica del mismo como nudo de comunicaciones, en el centro de la entonces provincia de Gallaecia, no hizo sino aumentar durante los siglos posteriores contribuyendo al desarrollo de la ciudad de Orense.

## Historia

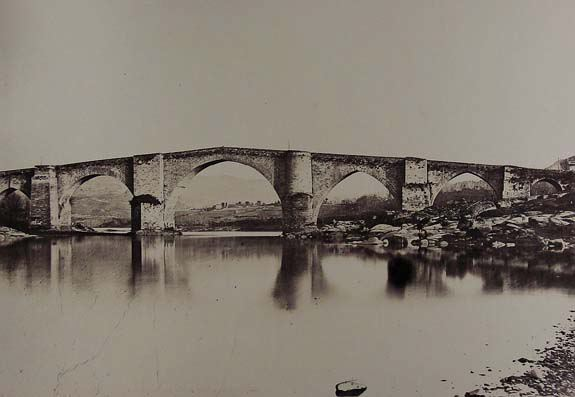
Fotografía del puente en el siglo

El antiguo puente romano fue construido como parte de la vía que unía Bracara con Lucus, probablemente durante la época de Augusto, en base a ciertos paralelismos tipológicos con el puente de Mérida. Sin embargo, más allá de esta semejanza, no existe ninguna evidencia histórica, epigráfica ni arqueológica que respalde con certeza esa datación.
Durante el siglo XII el arco principal del puente cedió dando lugar a una serie de interminables reparaciones y derrumbes que no finalizaron hasta el siglo XVII. La reforma final, dirigida por Melchor de Velasco Agüero, dio al puente su aspecto actual, indiscutiblemente medieval, sin elementos de fábrica romana a la vista. En un estudio de la estructura interna del puente realizado mediante sondeos en los años 1960 se logró determinar claramente la existencia de paramentos verticales de un antiguo puente embutido en la obra actual, estos paramentos se estima que son del puente original romano.
Se cuenta que en la antigüedad una valiosa estatua se hallaba colocada en el hueco del pilar central del puente. Este hueco aún es visible si se observa desde el puente del «Camiño Río Miño», aunque no puede apreciarse desde el puente del Milenio.
Durante varios años el arco central del Puente Viejo fue el de más luz de España, hasta mediados del siglo XIX. Precisamente la apertura de la carretera Villacastín-Vigo supuso el derribo de la torre existente en el puente que figuraba en el escudo de la ciudad.
Fue declarado monumento histórico-artístico el 6 de abril de 1961 junto con la Capilla de los Remedios, situada al lado del puente.
Es, por tanto, bien de interés cultural, con categoría de Monumento.
Hoy en día y tras su peatonalización en 1999 es uno de los símbolos más reconocibles de la ciudad, junto con las Burgas y la Catedral de San Martín.

## Galería

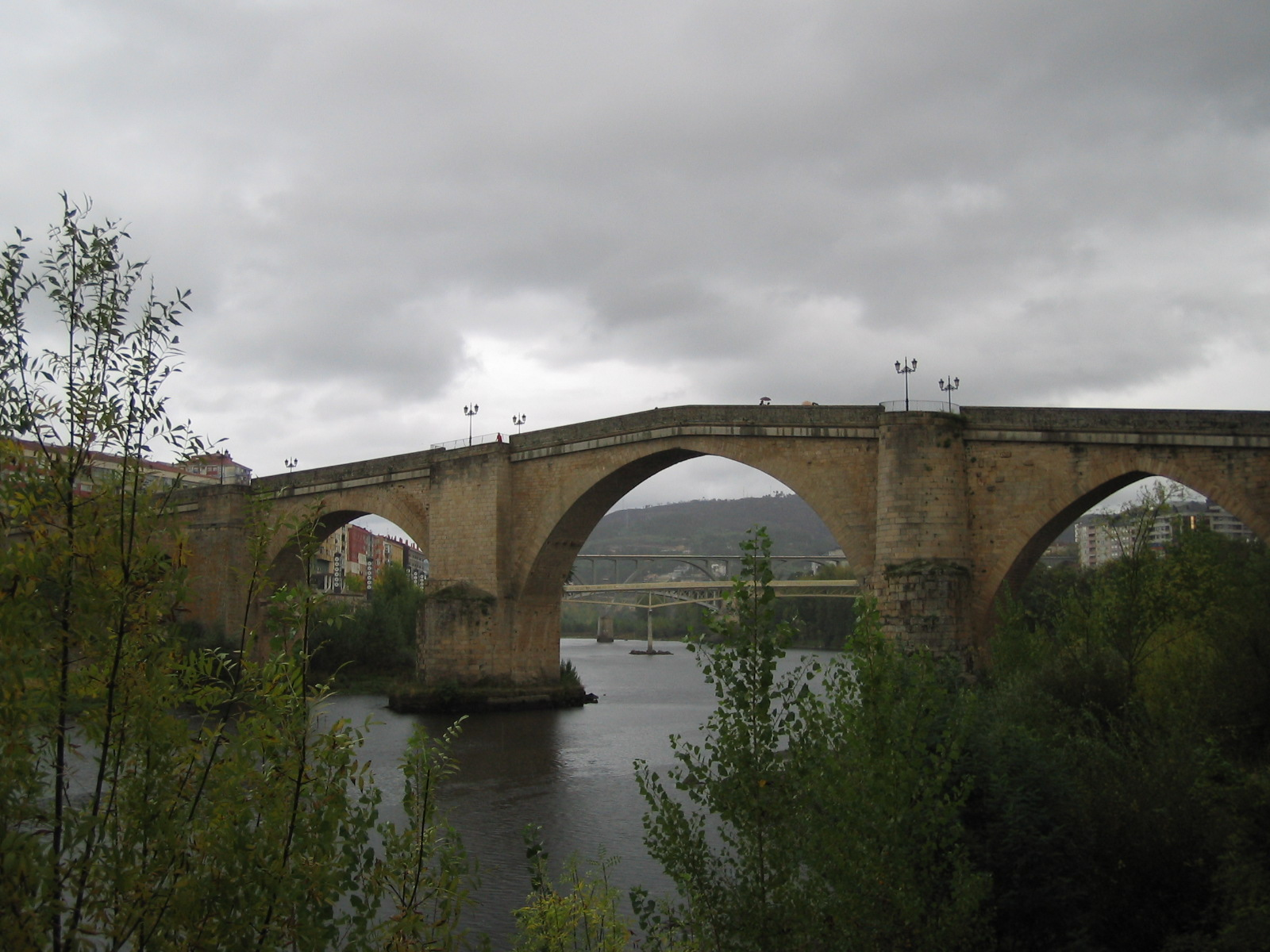
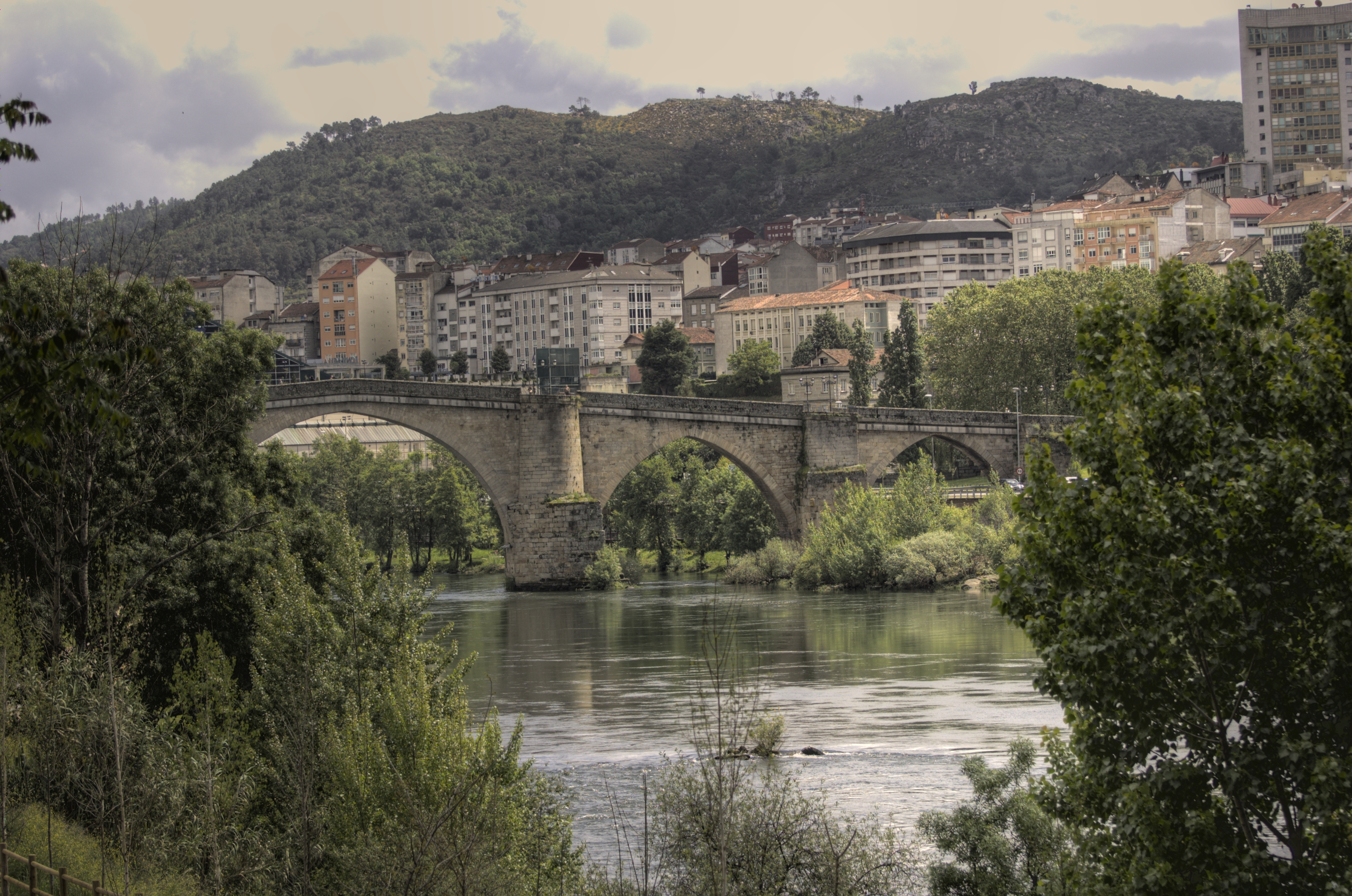
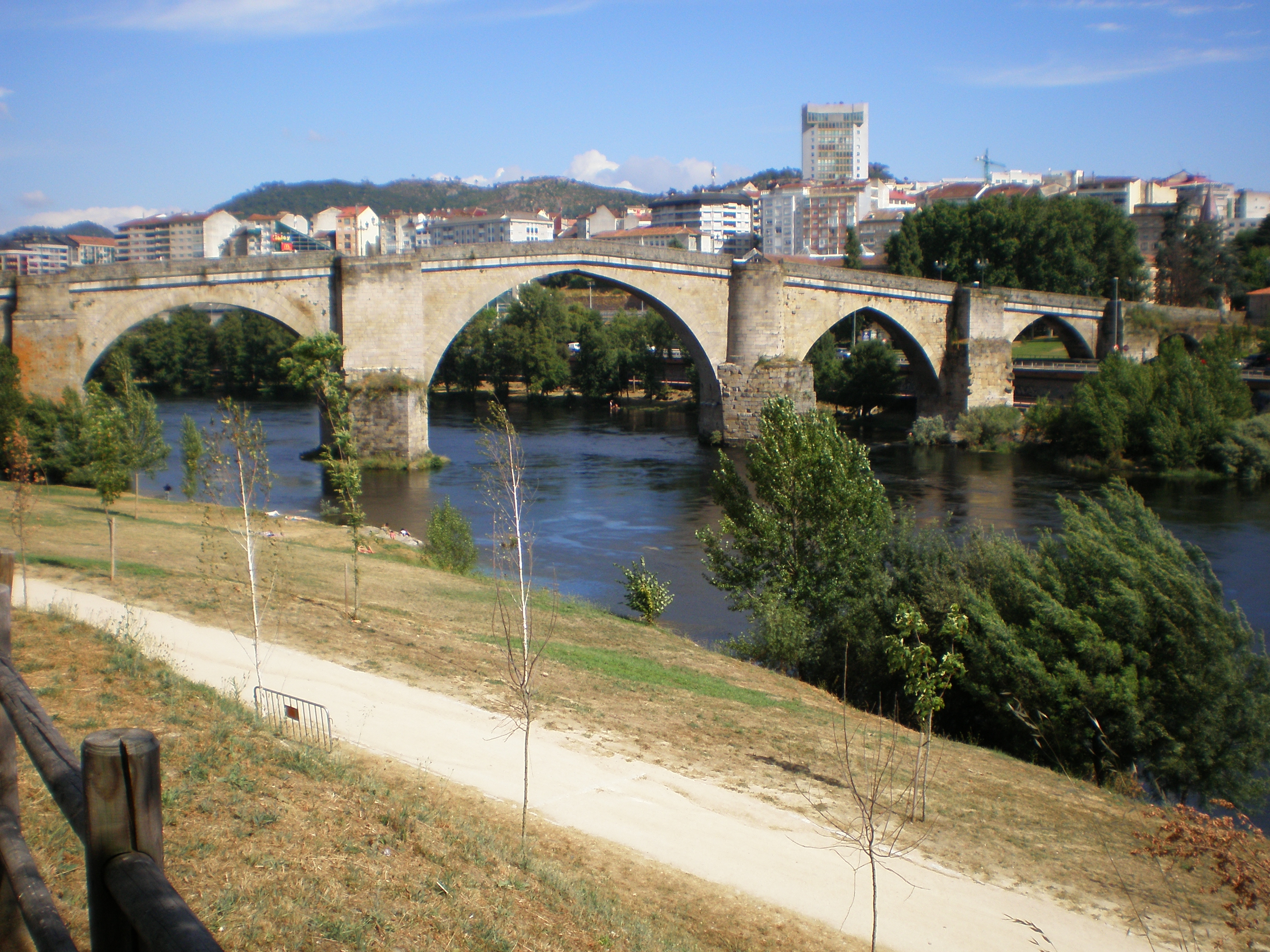
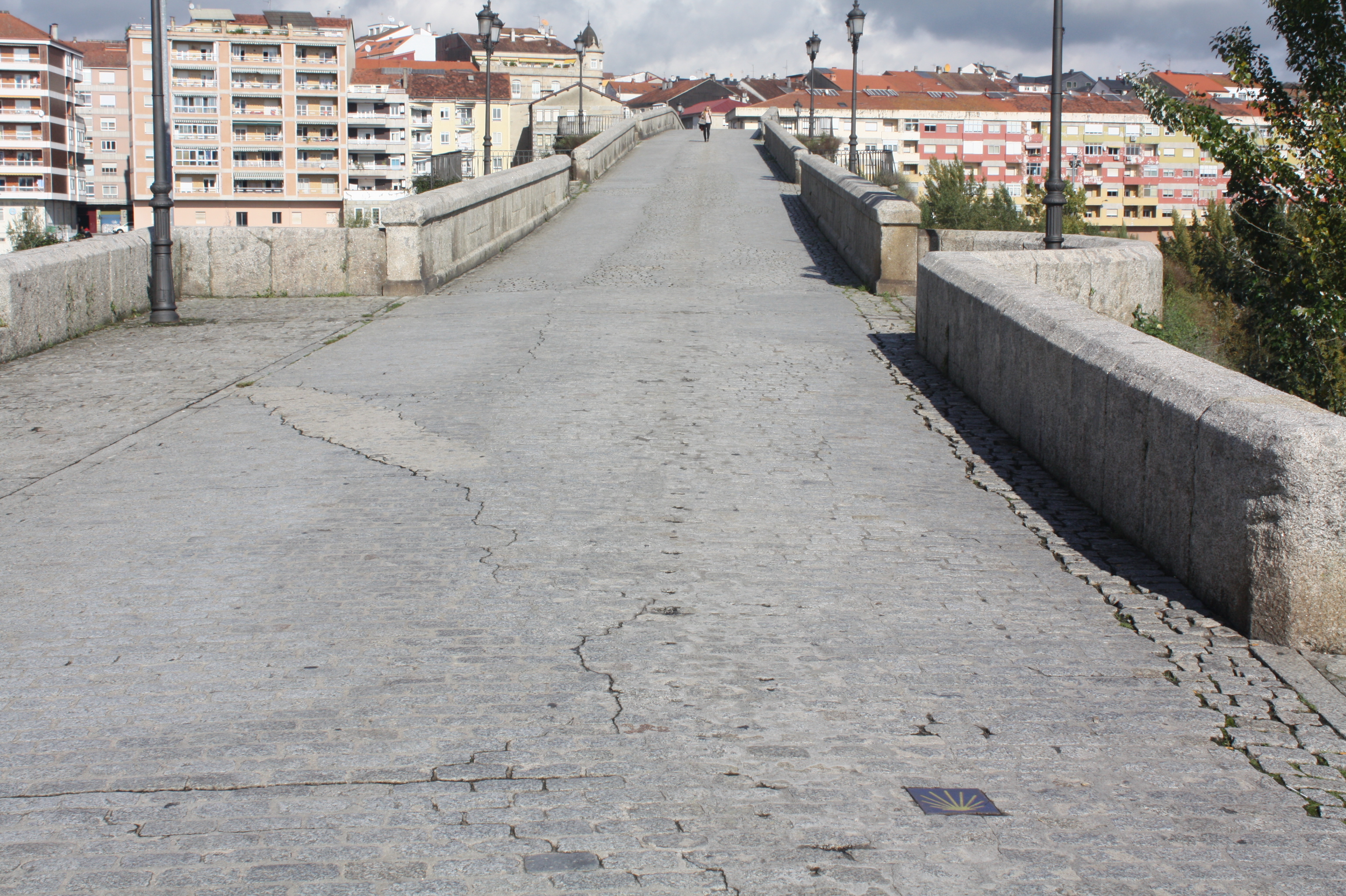
Calzada del puente, donde se aprecian los apartaderos semicirculares que rematan los contrafuertes de los pilares.